# Besson MB-35
Besson MB-35 var ett franskt spaningsflygplan. Flygplanet konstruerades av Marcel Besson för att användas av franska flottan i en ny typ av oceangående ubåt med flygplanshangar.
För att spara utrymme och höjd ombord på ubåten vändes fenan i aktern på flygplanet nedåt. Flygplanet som var av lågvingad monotyp var utrustat med två stycken flottörer som landställ. piloten och spanaren satt i ett gemensamt öppet sittutrymme rakt ovanför vingen. Totalt tillverkades flygplanet i två exemplar, inget av planen kom i tjänst på någon ubåt utan de blev placerade på vanliga övervattensfartyg. Flygplanet kom senare att vidareutvecklas till MB-411